# Parasmittina vacuramosa
Parasmittina vacuramosa is een mosdiertjessoort uit de familie van de Smittinidae. De wetenschappelijke naam van de soort is voor het eerst geldig gepubliceerd in 1991 door Lu, Nie & Zhong in Lu.